# .45-60 Winchester

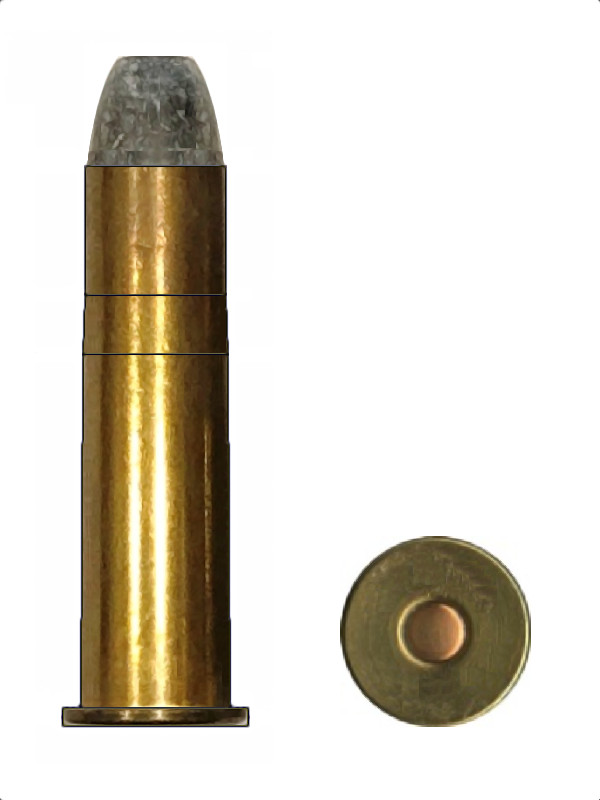
O cartucho .45-60 Winchester.

O .45-60 Winchester (ou .45-60 WCF) é um cartucho de fogo central para rifle, com aro em formato "cônico", projetado para uso em rifles por ação de alavanca pela Winchester Repeating Arms Company em 1879.

## Descrição e Performance
O .45-60 Winchester é um cartucho destinado à caça maior do século XIX. A nomenclatura da época indicava que o cartucho de .40-60 WCF continha uma bala de 0,45 polegadas (11,43 mm) de diâmetro com 60 grãos (3,89 g) de pólvora negra. Para chegar a ele, a Winchester simplesmente encurtou o cartucho .45-70 Government para operar por meio da ação de alavanca do rifle Winchester Model 1876.
A Colt Lightning Carbine e o rifle por ação de alavanca "Kennedy" da Whitney Arms Company também foram equipados para o .45-60. A vantagem desses primeiros rifles de carregamento mais rápido para tiros subsequentes foi logo eclipsada pela ação mais forte e suave do Winchester Model 1886, capaz de lidar com cartuchos mais longos, incluindo o popular .45-70. Os cartuchos .40-60 WCF e outros semelhantes projetados para o rifle "Model 1876" tornaram-se obsoletos à medida que os caçadores do século XX preferiam cargas de pólvora sem fumaça mais poderosos de cartuchos projetados para rifles mais fortes. A produção de cartuchos .40-60 WCF pela Winchester foi encerrada durante a Grande Depressão.

## Dimensões

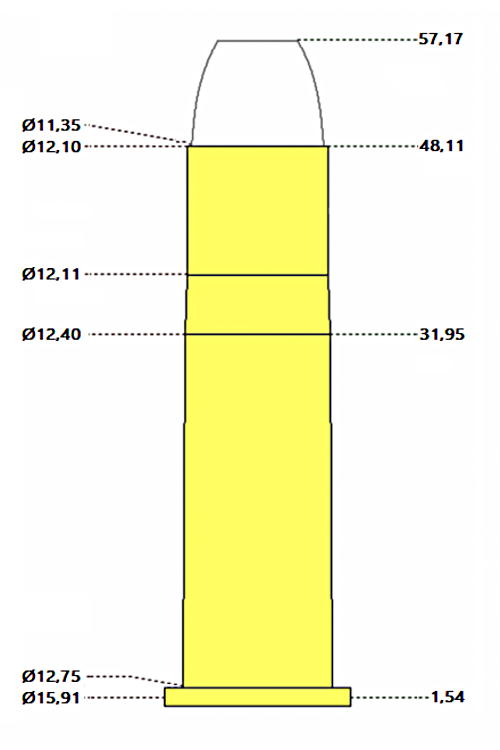